# 2008年夏季奧林匹克運動會籃球比賽
2008年夏季奧林匹克運動會的籃球比賽於8月9日至8月24日在北京五棵松體育館舉行，本屆的籃球賽事設男子和女子籃球賽兩個小項，會產生兩枚金牌。

## 各國金牌榜
| 排名   | 国家／地区 | 金牌 | 银牌 | 铜牌 | 總數 |
| ------ | ---------- | ---- | ---- | ---- | ---- |
| 1      | 美国       | 2    | 0    | 0    | 2    |
| 2      | 西班牙     | 0    | 1    | 0    | 1    |
| 2      |            | 0    | 1    | 0    | 1    |
| 4      | 阿根廷     | 0    | 0    | 1    | 1    |
| 4      | 俄罗斯     | 0    | 0    | 1    | 1    |
| 總計： | 總計：     | 2    | 2    | 2    | 6    |

## 參賽資格
2006年9月23日，國際籃聯公布出本屆奥運的男女子籃球項目的參賽名額與分配方法。
除東道主和世界錦標賽冠軍外，其除的球隊需通過各大洲的錦標賽取得參賽資格，剩余的席位則於2008年6月9日至6月15日及7月7日至7月13日舉行的落選賽中角逐參賽資格。

## 參賽球隊

### 男子
以下為男子篮球項目取得參賽資格的隊伍：
| 國家   | 出線資格                           | 賽事舉行日期           | 賽事舉行地點 |
| ------ | ---------------------------------- | ---------------------- | ------------ |
| 中國   | 主辦國                             | 賽事舉行日期           | 賽事舉行地點 |
| 西班牙 | 2006年世界籃球錦標賽冠軍           | 2006年8月19日至9月3日  | 日本         |
| 伊朗   | 2007年亞洲籃球錦標賽冠軍           | 2007年7月28日至8月5日  | 日本         |
|        | 2007年大洋洲籃球錦標賽冠軍         | 2007年8月20日至8月24日 |              |
| 安哥拉 | 2007年非洲籃球錦標賽冠軍           | 2007年8月15日至8月25日 | 安哥拉       |
| 美国   | 2007年美洲籃球錦標賽冠軍           | 2007年8月22日至9月2日  | 美国         |
| 阿根廷 | 2007年美洲籃球錦標賽亞軍           | 2007年8月22日至9月2日  | 美国         |
| 俄羅斯 | 2007年歐洲籃球錦標賽冠軍           | 2007年9月3日至9月16日  | 西班牙       |
| 立陶宛 | 2007年歐洲籃球錦標賽亞軍           | 2007年9月3日至9月16日  | 西班牙       |
|        | 2008年世界區籃球奧運資格賽出線球隊 | 2008年7月14日至7月20日 | 希腊         |
| 希腊   | 2008年世界區籃球奧運資格賽出線球隊 | 2008年7月14日至7月20日 | 希腊         |
| 德国   | 2008年世界區籃球奧運資格賽出線球隊 | 2008年7月14日至7月20日 | 希腊         |

### 女子
| 國家     | 出席次數 | 出線資格                            | 賽事舉行日期           | 賽事舉行地點 |
| -------- | -------- | ----------------------------------- | ---------------------- | ------------ |
| 中國     | 第五次   | 主辦國                              | 賽事舉行日期           | 賽事舉行地點 |
|          | 第七次   | 2006年世界女子籃球錦標賽冠軍        | 2006年9月12日至9月23日 | 巴西         |
|          | 第六次   | 2007年亞洲女子籃球錦標賽冠軍        | 2007年6月3日至6月10日  |              |
| 新西兰   | 第三次   | 2007年大洋洲女子籃球錦標賽冠軍      | 2007年9月26日至9月29日 | 新西兰       |
|          | 首次     | 2007年非洲女子籃球錦標賽冠軍        | 2007年9月20日至9月30日 | 塞内加尔     |
| 美国     | 第八次   | 2007年美洲女子籃球錦標賽冠軍        | 2007年9月26日至9月30日 | 智利         |
| 俄羅斯   | 第四次   | 2007年歐洲女子籃球錦標賽冠軍        | 2007年9月24日至10月7日 | 義大利       |
| 西班牙   | 第三次   | 2008年世界區女子籃球奧運資格賽前5名 | 2008年6月9日至6月15日  | 西班牙       |
| 捷克     | 第二次   | 2008年世界區女子籃球奧運資格賽前5名 | 2008年6月9日至6月15日  | 西班牙       |
| 拉脫維亞 | 首次     | 2008年世界區女子籃球奧運資格賽前5名 | 2008年6月9日至6月15日  | 西班牙       |
| 白俄羅斯 | 首次     | 2008年世界區女子籃球奧運資格賽前5名 | 2008年6月9日至6月15日  | 西班牙       |
| 巴西     | 第五次   | 2008年世界區女子籃球奧運資格賽前5名 | 2008年6月9日至6月15日  | 西班牙       |

## 各項成績
| 項目             | 金牌 | 银牌 | 铜牌 |
| 男子籃球（詳細） | 美国 · 卡洛斯·布泽尔 · 勒布朗·詹姆斯 · 德隆·威廉姆斯 · 迈克尔·里德 · 德韦恩·韦德 · 高比·拜仁 · 杜禮·侯活 · 克里斯·波什 · 克里斯·保罗 · 泰夏安·普林斯 · 卡梅隆·安东尼                            | 西班牙 · 乔治·贾巴尤萨 · 劳尔·洛佩兹 · 里奇·卢比奥 · 何塞·卡尔德隆 · 保罗·加索尔 · 马克·加索尔 · 贝尔尼·罗德里格斯 · 亚历克斯·蒙布鲁 · 菲利普·雷耶斯 · 鲁迪·费尔南德斯 · 卡洛斯·希门尼斯 · 胡安·卡洛斯·纳瓦罗 | 阿根廷 · 卡洛斯·德尔菲诺 · 马努·吉诺比利 · 罗曼·冈萨雷斯 · 胡安·佩德罗·古铁雷斯 · 莱昂纳多·古铁雷斯 · 费德里科·卡曼里奇斯 · 安德烈斯·诺西奥尼 · 法夫里西奥·奥韦尔托 · 巴勃罗·普里吉奥尼 · 安东尼奥·波尔塔 · 保罗·金特罗斯 · 路易斯·斯科拉                   |
| 女子籃球（詳細） | 美国 · 蒂娜·汤普森 · 卡皮·庞德克斯特 · 西蒙妮·奥古斯塔斯 · 塔米卡·卡钦斯 · 西尔维娅·福尔斯 · 休·伯德 · 坎达丝·帕克 · 德丽莎·米尔顿-琼斯 · 凯蒂·史密斯 · 莉萨·莱斯利 · 卡拉·劳森 · 黛安娜·陶乐西 | · 埃玛·兰德尔 · 霍莉·格里马 · 彭妮·泰勒 · 苏齐·巴特科维奇 · 克丽丝蒂·哈罗尔 · 埃琳·菲利普斯 · 图莉·贝维拉奎亚 · 珍妮弗·斯克林 · 劳伦·杰克逊 · 贝琳达·斯内尔 · 罗恩妮·考克斯 · 劳拉·萨默顿                     | 俄羅斯 · 纳塔利娅·沃多菲亚诺娃 · 伊琳娜·奥辛波娃 · 玛丽娜·卡普妮娜 · 奥克萨娜·拉赫马图林娜 · 丽贝卡·林·哈蒙 · 伊琳娜·斯特潘诺娃 · 伊洛娜·科斯汀 · 斯韦特兰娜·阿布罗西莫娃 · 玛丽娜·库津娜 · 塔季扬娜·舍切科洛娃 · 伊琳娜·索科洛夫斯科娅 · 葉卡特琳娜·麗絲娜 |

## 外部連結
- 本屆奧運各項項目比賽時間表